# Referendum over de onafhankelijkheid van Azerbeidzjan
Het referendum over de onafhankelijkheid van Azerbeidzjan vond plaats op 29 december 1991, drie dagen na het uiteenvallen van de Sovjet-Unie. Een meerderheid van 99,8% stemde voor onafhankelijkheid. Het referendum kende een opkomst van 95,3%.

## Resultaten
| Keuze                       | Stemmen   | %    |
| --------------------------- | --------- | ---- |
| Voor                        | 3.735.398 | 99,8 |
| Tegen                       | 9.068     | 0,2  |
| Ongeldige/blanco stemmen    | 6.708     | –    |
| Totaal                      | 3.751.174 | 100  |
| Kiesgerechtigden en opkomst | 3.936.174 | 95,3 |
| Bron: Nohlen et al.         |           |      |